# Lim Pek Siah
Lim Pek Siah (* 8. Oktober 1979) ist eine malaysische Badmintonspielerin. 

## Karriere
Lim Pek Siah gewann 2006 Bronze bei der Asienmeisterschaft im Damendoppel mit Joanne Quay. 2001 hatte sie bereits Silber bei den Südostasienspielen gewonnen. 2004 erkämpfte sie sich zwei Titel bei den Hungarian International.

## Sportliche Erfolge
| Saison | Veranstaltung           | Disziplin   | Platz | Name                           |
| ------ | ----------------------- | ----------- | ----- | ------------------------------ |
| 1997   | India Open              | Mixed       | 5     | Pang Cheh Chang / Lim Pek Siah |
| 1999   | Hong Kong Open          | Damendoppel | 3     | Lim Pek Siah / Joanne Quay     |
| 2000   | Chinese Taipei Open     | Mixed       | 5     | Pang Cheh Chang / Lim Pek Siah |
| 2001   | Südostasienspiele       | Damendoppel | 2     | Lim Pek Siah / Ang Li Peng     |
| 2001   | Thailand Open           | Damendoppel | 5     | Lim Pek Siah / Ang Li Peng     |
| 2001   | Hong Kong Open          | Damendoppel | 3     | Lim Pek Siah / Ang Li Peng     |
| 2003   | Thailand Open           | Damendoppel | 5     | Lim Pek Siah / Ang Li Peng     |
| 2006   | Fiji International      | Damendoppel | 1     | Ang Li Peng / Pek Siah Lim     |
| 2004   | Hungarian International | Mixed       | 1     | Ong Ewe Hock / Lim Pek Siah    |
| 2004   | Hungarian International | Damendoppel | 1     | Lim Pek Siah / Chor Hooi Yee   |
| 2006   | Asienmeisterschaft      | Damendoppel | 3     | Lim Pek Siah / Joanne Quay     |
| 2007   | Victoria International  | Damendoppel | 1     | Pek Siah Lim / Haw Chiou Hwee  |
| 2008   | New Zealand Open        | Damendoppel | 2     | Haw Chiou Hwee / Lim Pek Siah  |